# Norrliden, Kalmar
Norrliden är en stadsdel i norra delen av Kalmar, cirka 5 kilometer norr om Kvarnholmen (Kalmars centrum). Norrliden byggdes under miljonprogrammet i slutet av 1960-talet. Arkitekten Ingegerd Harvard var en av de ledande arkitekterna som tog fram ett designförslag i det storskaliga projektet för utvecklingen av Norrliden. I boken Norrlidenförsöket  kan man läsa om hur Ingegerd Harvard arbetade med olika medborgardialogprocesser för att tillsammans med de kommande invånarna ta fram en utformning för Norrliden.
I stadsdelen ligger församlingskyrkan Två Systrars kapell. Om det uppmärksammade arbetet där har prästen Dag Sandahl skrivit boken Två systrars exempel.

## Historia
Innan stadsdelen kom till, bestod Norrliden av flera gårdar, så kallade Bergagårdarna. Norrlidens första invånare var affärsmannen och kalmariten Richard Allgårdh som köpte upp ett stycke mark från Bergagårdarna och hade sin gatlykteverksamhet i vad som idag är Två Bröders väg 15. Verksamheten som blev hans högkvarter runt år 1960 döpte han till Villa Norrliden, vilket är var stadsdelens namn har sitt ursprung.